# Chèvre de Lorraine
La Chèvre de Lorraine est une race caprine française originaire du Nord-Est de la France, on la retrouve aujourd'hui principalement en Lorraine. Il s'agit d'une race rustique locale adaptée à l'élevage extensif et de plein air. Les chèvres mesurent au moins 68 cm au garrot et les boucs plus de 73 cm pour un poids compris entre 50 et 60 kgpour les chèvres et plus de 70kg pour les boucs. Leur pelage est à dominance gris herminé (noir et blanc moucheté) avec un poil plutôt rallongé.
La Chèvre de Lorraine est une chèvre laitière dont la production est suffisante pour être rémunératrice du travail de l'éleveur, via des produits laitiers diversifiés (essentiellement fromages frais et secs). Cette population caprine a été sélectionnée au fil des ans pour sa rusticité (adaptation aux climats difficiles, valorisation d'une alimentation diversifiée...) mais également pour ses capacités de bonne marcheuse (pâturage, pastoralisme, transhumance). Elle est idéale pour entretenir et débroussailler les friches, espaces verts et sous bois.
L'engagement des éleveurs et de l'Association des Amis de la Chèvre de Lorraine a permis le fort développement de la population et sa reconnaissance en tant que race locale à faible effectif en 2013. On dénombre en 2014 plus de 700 animaux et plus de 130 éleveurs. En 2020 on compte plus de 1200 animaux

## Histoire

### Origine
Dans l’histoire rurale lorraine, la chèvre a été un animal de gens pauvres. Aussi, rarement des races de chèvres ont été définies, des standards déposés, des syndicats formés et de concours organisés. En Suisse seulement et dans les Alpes, il y avait la nécessité d’exporter et, dès le XVIIIe siècle, il fut nécessaire de définir des types différents par vallée (Saanen, Toggenburg, Cou noirs du Valais etc.) pour éviter la concurrence et proposer sur le marché un produit identifiable.
Si l’on remonte assez loin dans l’histoire, la chèvre de Lorraine trouve ses origines dans les échanges de bétails qui avaient lieu lors de passages de « caravanes » transitant par la Lotharingie (civilisation arabo-andalouse) au Moyen Âge. Les chèvres offrent à l’homme des ressources multiples (lait, viande, peaux…) et ont souvent fait partie des échanges commerciaux. Elles font partie des transhumances des forêts et des plateaux lorrains vers les Ardennes, mais aussi des marcaires alsaciens et lorrains en directions des Hautes Chaumes vosgiennes.
Les expéditions coloniales de la fin du XIXe siècle ont également rapporté d'animaux de races exotiques que la Société Régionales d’Acclimatation de l’Est de la France tentait de croiser avec des races locales pour les améliorer,. Plusieurs introductions de chèvres de Nubie et de boucs du Proche Orient sont documentées vers 1855, ce qui introduisit sans doute la coloration mouchetée de la robe.

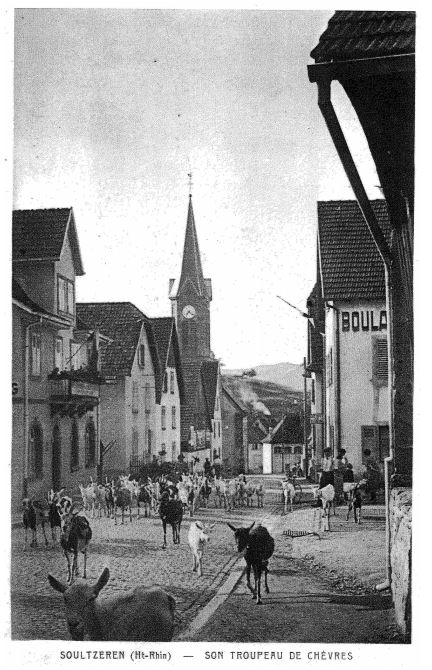
Le berger communal rassemble le bétail des gens du village de Soultzeren (Haut-Rhin) pour les emmener paître.

Dès la fin du XIXe siècle, on retrouve la chèvre commune dans des élevages familiaux où elles complémente la basse-cour et assure aux familles un apport en lait et en viande grâce à la consommation des chevreaux. Ce type d’élevage favorise des chèvres capables de s’adapter aux ressources saisonnières. Les animaux consommaient des pousses de terrains en friches, des fourrages d’occasion comme des haies, des chaumes ou encore les épluchures de la cuisine familiale. Ces chèvres peuvent supporter des modifications brusques d’alimentation. Il était fréquent d'avoir dans le village un berger communal chargé de rassembler le petit bétail du village pour les emmener pâturer sur les friches et vaines pâtures.
En parallèle, en grande économie agricole la chèvre était adjointe aux troupeaux ovins et bovins en transhumance,. En effet l’Alsace et la Lorraine étant des régions de grande transhumance ovine horizontale, des chèvres figuraient habituellement dans les troupeaux. La facilité d’apprivoisement des caprins permettait une meilleure conduite des troupeaux (chèvres guides et de rappel). En effet les chèvres recherchant la plus grande variété possible de végétaux, consomment les plantes que les moutons ignorent : bardanes, chardons, orties mûres, arbustes, roseaux, ronces et lierres. Elles se tiennent donc en périphérie du troupeau et l’entraînent. De plus leur capacité à bien marcher est entretenue car les moutons lorrains sont de grande taille et bon marcheurs (anciens Wurtembergeois, actuel moutons de l’Est à laine Mérinos).
Les guerres fréquentes qui frappent la Lorraine perturbent la structuration d’une population mais enrichissent aussi ce patrimoine par l’introduction d’animaux importés. Plus tard, l’industrialisation minière et métallurgique de la Lorraine va favoriser l’élevage familial, vivrier et l’économie « de jardin ».

### Renouveau
Jusqu’au début des années 1950, l’élevage de chèvres en Lorraine se trouve majoritairement chez les « petites gens ». C’est seulement vers la fin des années 1950, début des années 1960 que des néo-ruraux choisissent de s’installer en élevage caprin du fait de l’investissement moindre. L'un d'entre eux s'installe à Bouillonville (54). Il circulait dans les campagnes en tant que représentant d’aliment du bétail et achetait des chèvres de pays, des « chèvres à mémères » selon son expression. Il constitua ainsi un troupeau d’une centaine de bêtes et s’installa vers 1964. Rapidement s’instaurait un échange d’animaux avec d’autres éleveurs locaux. En 1972, la Station Régionale de Conservation de la Nature-Zoo de Haye (GECNAL) près de Nancy lui achète 5 chèvres dont le lait servait à allaiter divers jeunes animaux sauvages recueillis.
Les installations de la fin des années 1960 s’orientent majoritairement vers des races de chèvres plus productives. Ces élevages optent pour l’introduction d’Alpines Chamoisées ou de chèvres Poitevines, accompagné d’une intensification des conditions d’élevage, ce qui change progressivement le caractère des animaux vers un élevage plus productif mais moins attentif à la valorisation du terroir de l’Alsace-Lorraine.
À contre-courant, un éleveur s’installe en 1978 avec 8 chèvres et un bouc du zoo de Haye, mais également avec 8 chèvres issues du troupeau d’un berger transhumant d’Einville (54). Il développe son troupeau dans l’esprit de valoriser les spécificités rustiques de ces chèvres tout en améliorant leur production. En 1996, ce troupeau caprin est partagé entre 3 éleveurs, un micro-réseau pour l’échange de reproducteurs a ainsi été constitué. Les créations d’élevages à partir de tels caprins reprennent dès cette époque, comme par ex. vers la fin des années 1990 au Parc animalier de Sainte-Croix (57).
Ainsi apparaît la nécessité d’accompagner l’engouement heureux pour ces animaux avec une sélection orientée vers un maintien des traits historiques afin d’éviter leur absorption par des races plus productives, comme cela s’était déjà produit au début des années 1970.
En parallèle et dans un premier temps sans lien, un groupe d’étudiants de l’ENSAIA de Nancy, réalise un travail de recensement et de caractérisation des animaux identifiés comme « chèvre de Lorraine » en automne 2006. Neuf éleveurs et 78 animaux sont alors recensés sur le territoire. Ce premier chiffrage précis montre l’urgence de s’organiser pour sauver ce qui peut encore l’être, au titre du patrimoine naturel autant que du patrimoine culturel.
L'Association des Amis de la Chèvre de Lorraine est alors créée en novembre 2007, elle compte 14 membres fondateurs. L’engouement pour cette nouvelle association est étonnant et les effectifs – caprin et humain – augmentent très vite. L’association compte fin 2008 une quarantaine d’adhérents issus de 3 horizons différents: les éleveurs professionnels, les éleveurs amateurs et les amateurs passionnés par ces animaux même s’ils n’en possèdent pas eux-mêmes. Il y a également des établissements locaux proches du milieu des animaux domestiques comme la ferme forestière (ancien zoo de Haye), le Parc animalier de Sainte-Croix, l'Espace animalier du Parc de la Pépinière de Nancy, l’ENSAIA de Nancy, l’association F.E.R.M.E ou encore le Fort de Villey-le-Sec qui adhèrent à l’association et participent ainsi au développement de cette population caprine.
L’association compte aujourd’hui des éleveurs dans des départements limitrophes de la Lorraine comme les Ardennes, la Haute-Marne, le Haut-Rhin et la Haute-Saône et même des éleveurs de chèvres en Lorraine belge. Le fichier généalogique – le « goat book » – mis en place par l’association compte à la fin de l’année 2013 plus de 700 caprins vivant, soit 8 fois plus que l'effectif recensé en 2007.

## Description

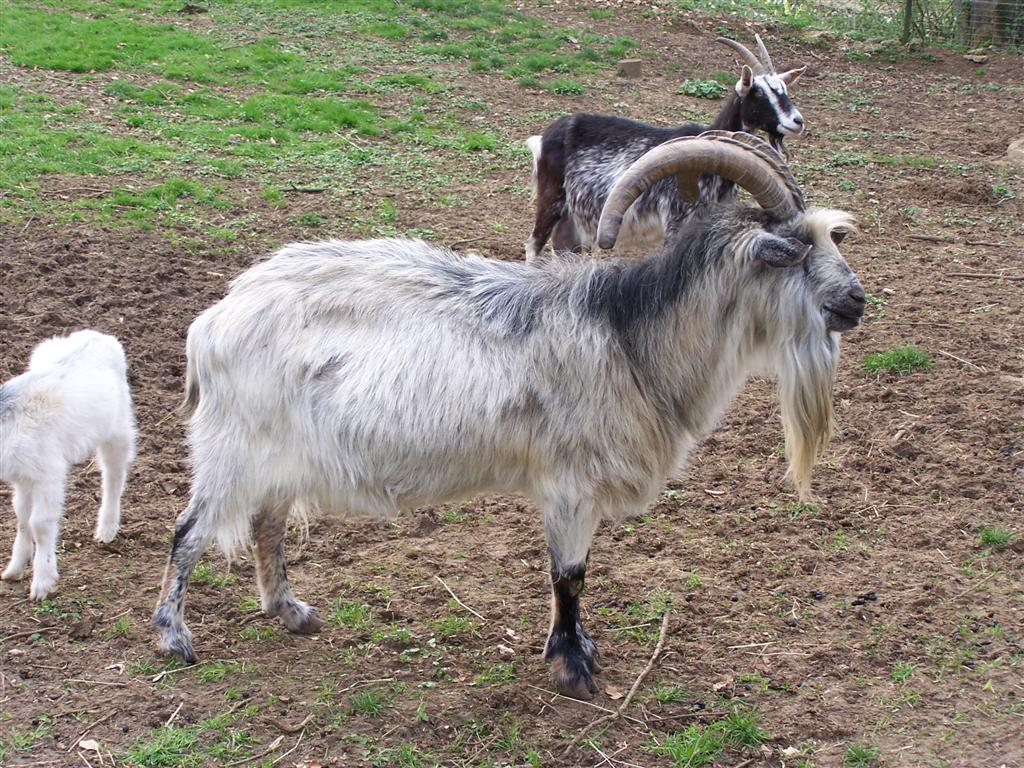
Bouc de race lorraine.

La population s'étant constituée par le rassemblement de "chèvres communes", il n'y avait à l'origine pas de standard commun. Les éleveurs se sont alors réunis pour établir en 2009 un standard de la Chèvre de Lorraine. C'est un chèvre laitière plutôt grande, ce qui lui offre une bonne capacité d'ingestion de fourrage. Ses aplombs solides font d'elle une bonne marcheuse.
- Gabarit : des grands animaux afin d’être capables d’explorer tout type de terrain et d’ingérer des quantités conséquentes de fourrages. Les chèvres mesurent au moins 68 cm au garrot à l’âge adulte (18 mois), les boucs 5 cm de plus. Le poids des chèvres adultes doit atteindre 50 à 60 kg, et se situe pour les boucs entre 70 et plus de 100 kg.
- Couleurs de la robe : les animaux se distinguent par leur robe gris herminée (=un aspect de moucheture par le fait que les poils noirs et blancs sont mélangés). Les variantes de la couleur brune sont tolérées à condition qu’il s’agisse d’un brun foncé et que la moucheture soit présente.
- Tête : profil plutôt rectiligne, chanfrein droit, barbiche obligatoire chez les boucs et recherchée aussi chez les chèvres.
- Pelage : mi-long sur le corps est souhaitable, mais au moins rallongé sur le dos (« crête ») et la cuisse (« jupe »). La couleur brune sur l’extrémité des poils est tolérée.
- Cornage : chez les femelles arqué en arrière, légèrement divergent ; chez les boucs plutôt en forme de lyre.
- Aplombs : forts et droits
- Caractères à éviter :
  - Les patrons de robes de type Alpine chamoisée (brune caractéristique), Saanen (blanc intégral) ou encore une robe noire intégrale.
  - Les poils ras
  - Les animaux mottes (sans cornes)
  - Des animaux de petite taille (<68 cm).
  - Des animaux avec un cornage torsadé (type Rove).
  - Les signes « raie dorsale noire » ou « double barrette faciale ».

## Aptitudes

### Production laitière
La race de chèvre de lorraine est une race laitière. La production des chèvres adultes se situe entre 500 et 800 L pour une lactation de 270 jours et celles des primipares entre 300 et 500 L. C'est une production correcte en excluant les conditions intensives d'élevage. Même si elle reste nettement inférieure à celles des chèvres Alpines et Saanen, cette production permet aux éleveurs de dégager un revenu.

### Race rustique
Issues des « chèvres de pays », les chèvres de Lorraine sont de bonnes marcheuses, ce qui leur permet d'aller explorer les différents terrains que l'on trouve dans l'Est de la France. Sa grande taille lui confère une bonne capacité d'ingestion, c'est une bonne « débroussailleuse » qui s'attaque volontiers aux ligneux, arbustes et broussailles. Elle est valorisée par certains éleveurs dans l'entretien des sous-bois. Cette robustesse et sa rusticité lui permettent de résister aux conditions climatiques plutôt rudes de l'Est de la France, et permet élevage extensif et en plein air tout au long de l'année.

## Élevage

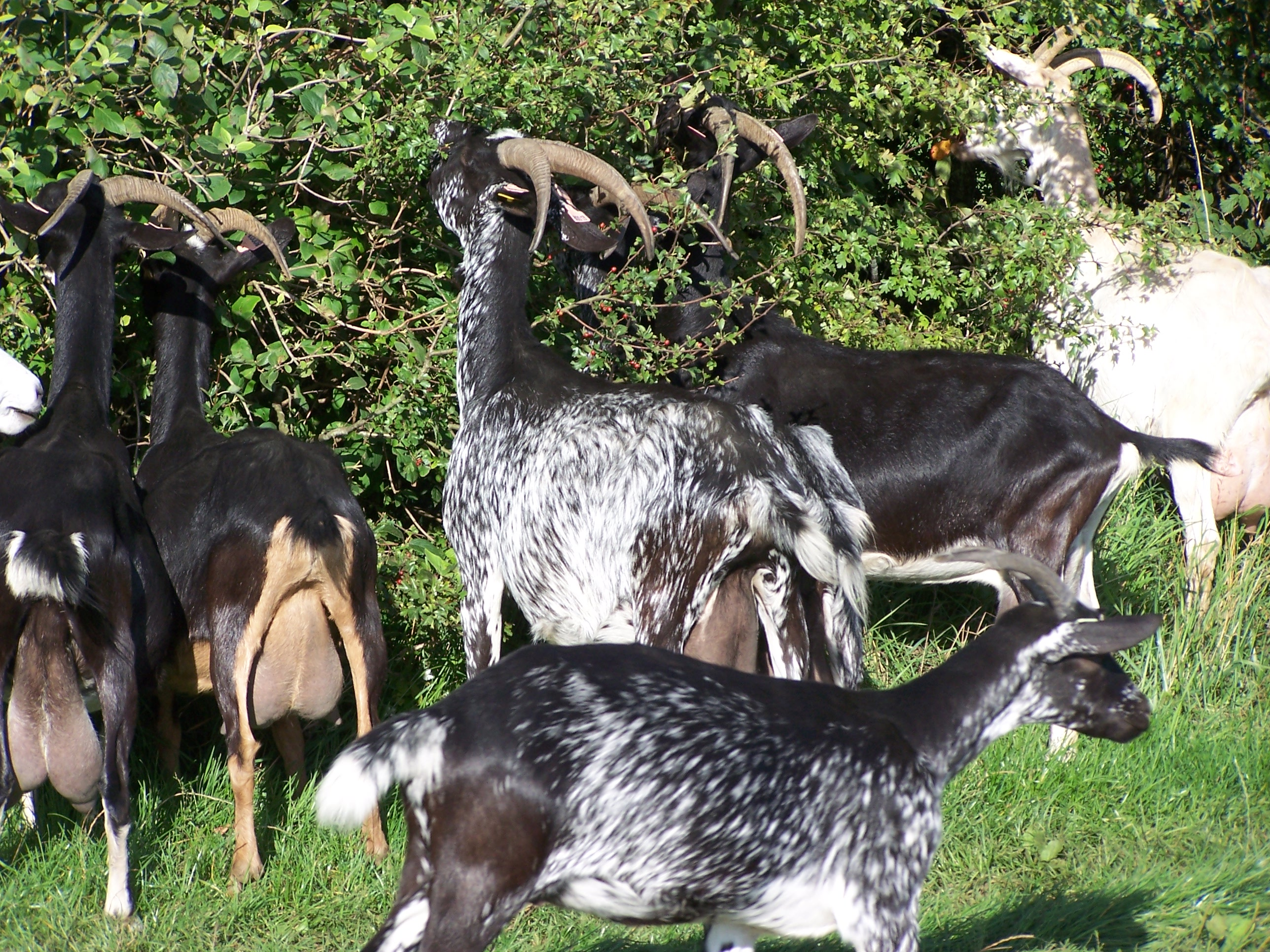
Chèvres de lorraines pâturant des haies.

Les éleveurs de chèvres de Lorraine sont de deux catégories : les éleveurs professionnels dont la production laitière et fromagère constitue le principal revenu, et les éleveurs amateurs qui possèdent quelques chèvres et produisent éventuellement du lait et du fromage pour leur consommation personnelle.
Dans les deux cas, l'élevage est extensif et économe en intrants, plus modeste dans les résultats, mais plus favorable à la préservation de l'environnement. L'alimentation et la production laitière visée doivent tenir compte de l'objectif d'élever des animaux en toute saison à l'extérieur. La base de l'alimentation est un fourrage saisonnier, en été il s'agit du pâturage sous toutes ses formes (affouragement en vert, prairies, haies, chaumes...), et en hiver principalement du foin et de l'herbe enrubannée. Le recours à l'ensilage n'est pas accepté car il ne correspond pas au type d'élevage prépondérant. L'apport de concentré est raisonné en fonction de la production laitière des animaux et limité à un maximum de 900 g/jour en pleine lactation.

## Sauvegarde
Le programme de conservation de la Chèvre de Lorraine n'a débuté officiellement qu'à la suite de la fondation de l'Association des Amis de la Chèvre de Lorraine. Même si avant 2007, une poignée d'éleveurs œuvre au maintien de la population, leur regroupement en une association donne un nouvel élan.
Afin de suivre l'évolution de la race et de mener au mieux le programme de conservation, l'association réalise tout au long de l'année des visites d'élevages pour mettre à jour les inventaires et réaliser les classements des animaux. Ces données sont collectées et stockées dans le livre généalogique.
L'objectif de ces suivis est de gérer efficacement la consanguinité à l'échelle de la population. L'association encourage également les éleveurs à s'inscrire au contrôle laitier afin de disposer d'un outil de contrôle de performance des troupeaux. Elle souhaite aussi, à l'instar de plusieurs races caprines locales, développer un programme de cryoconservation des semences.
L'association, par la création d'un réseau d'échange et de retours d'expérience entre les éleveurs, propose un appui technique et une fonction de conseil afin d'accompagner les éleveurs et de les soutenir en mettant à leur disposition des outils de gestion.

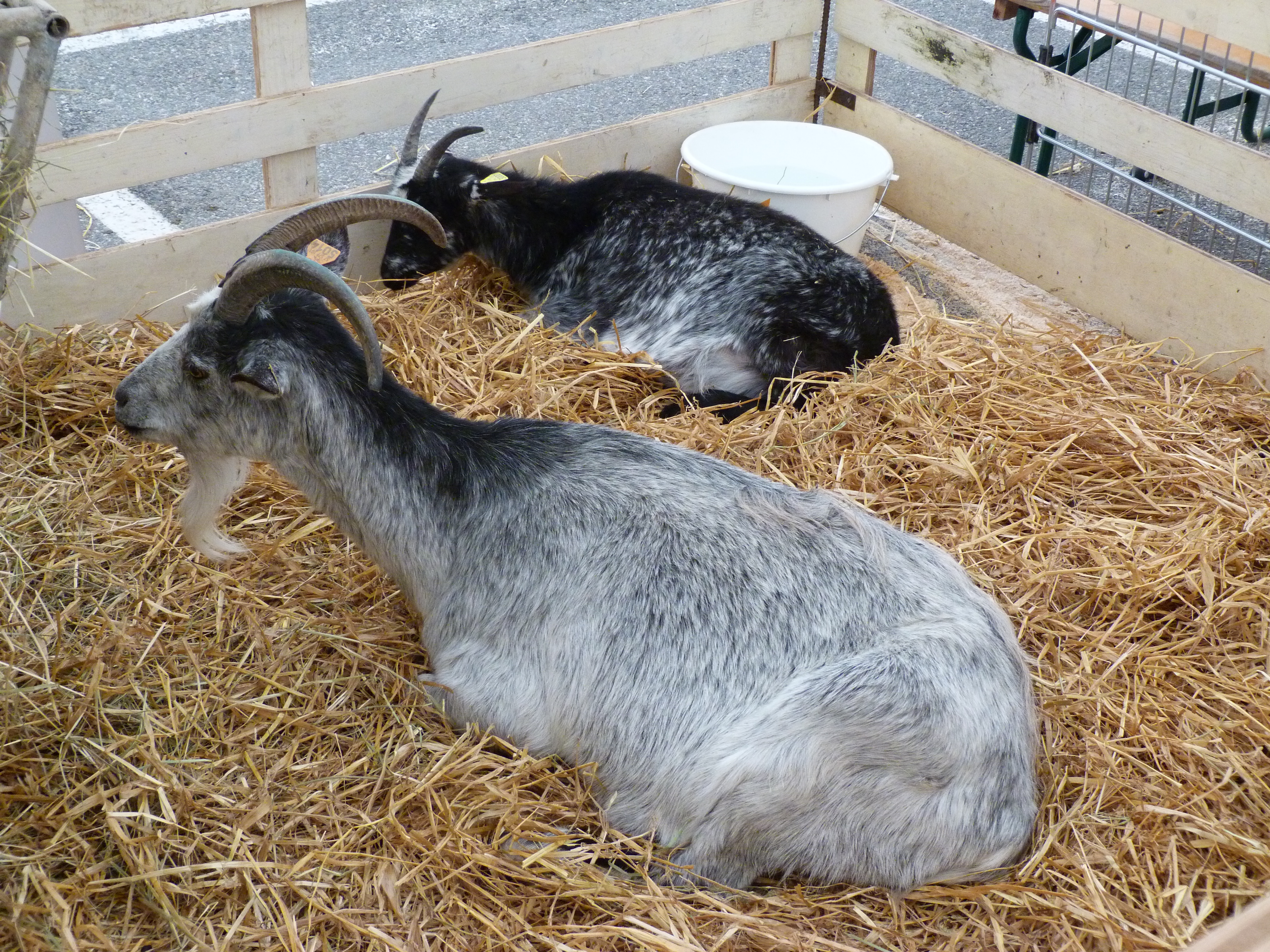
L'association présente la race dans différentes manifestations agricoles.

L'association des Amis de la Chèvre de Lorraine joue un rôle important de promotion de la race, cela mobilise l'ensemble des membres de l'association : adhérents, administrateurs et animatrice sont souvent présents dans des manifestations agricoles locales, régionales et nationales. L'association participe entre autres à la Table Vosgienne à St-Dié-des-Vosges, au StanElevage à Lunéville, au Salon AgriMax à Metz, au Printemps des chèvres à Faverges et même au Salon International de l'Agriculture à Paris.

## Diffusion
La Chèvre de Lorraine peut être élevée partout, il n'y a pas de clause géographique imposée, cependant on la trouve majoritairement dans l'Est et le Nord-Est de la France où elle a ses origines. En 1873, l'administration de l'Empire allemand des trois départements alsaciens-lorrains dénombre 56 000 chèvres. Ce cheptel passera à 64 000 en 1907 puis 120 000 en 1919. Si la population caprine a été très forte au début du XXe siècle, elle décline dès la fin des années 1920, le lait de vache étant plus attractif et plus abondant que le lait de chèvre. En 1942, il reste 7000 chèvres dans les Vosges, 3000 en Meurthe-et-Moselle et 2000 en Meuse. Cette diminution n'a pas cessé depuis.
Aujourd'hui c'est en Lorraine que se concentre la majorité des effectifs, avec 96 éleveurs et plus de 500 caprins répartis dans les quatre départements de Meuse, Meurthe-et-Moselle, Moselle et Vosges. On retrouve également des chèvres de Lorraine en Belgique et en Champagne-Ardenne (Ardennes et Haute-Marne) où l'Association des Amis de la Chèvre de Lorraine y a dénombré un peu plus de 100 individus. Plusieurs éleveurs sont aussi installés en Alsace (Haut-Rhin et Bas-Rhin) avec un peu plus de 60 caprins. La chèvre de lorraine est encore élevée dans d'autres départements, tels que la Côte-d'Or en Bourgogne, le Doubs et la Haute-Saône en Franche Comté, l'Isère en Rhône-Alpes ou encore le Loiret dans le Centre.